# Kevin Graham
Kevin Graham (Regina, 1986. április 21. –) kanadai válogatott vízilabdázó, balkezes szélső.

## Pályafutása
Pályafutását szülővárosában, a Regina Squids csapatában kezdte, majd 2008-as nyári olimpiai játékok után került Európába, a montenegrói Jadran CKB együtteséhez. 2009-ben csapatával megnyerte a Montenegrói Kupát, majd nyáron a Gerendás György vezette ZF-Egerhez igazolt. 2011-ben a Vasas elleni bajnoki döntő visszavágóján csapat egyik legjobbja volt, és két góllal segítette első bajnoki címéhez az egri alakulatot.

## Sikerek
- 3× magyar bajnok (ZF-Eger, 2011, 2013, 2014)
- 2× Magyar Kupa-győztes (ZF-Eger, 2009 és 2010)
- 1× Montenegrói Kupa-győztes (Jadran CKB Herceg Novi, 2009)